# Gente como tú
Gente como tú est une émission de télévision matinale chilienne diffusée sur Chilevisión et présentée par Jordi Castell et Carmen Gloria Arroyo.

## Animateurs
- Marcela Vacarezza (2006 - 2008)
- Francisca Merino (2006)
- Julián Elfenbein (2007 - 2010)
- Leo Caprile (2006 - 2011)
- María Luisa Godoy (2009 - 2011)
- Jordi Castell (2012)
- Carmen Gloria Arroyo (2012)

### Remplacements
- Eva Gómez (2011)
- Ignacio Gutiérrez (2011)
- Jordi Castell (2011)
- Carmen Gloria Arroyo (2009 - 2011)

## Panélistes
- Lucía López (2008), journaliste
- Ricardo Cantín (2008 - 2009), journaliste
- Nelsón Beltrán "El colombiano" (2010 - 2012)

## Équipe
- Directeur : Rigo Cornejo G.
- Producteur : Patricia Vargas
- Éditeur : Mauro Kahn
- Sous-éditrices journalistiques : Tania Aguilar et Clara Tapia
- Journalistes : Tarim Cea, Ximena Cordovez, Antonella Ferma, Mauricio Gárnica, Carlos López, Malú Salgado, Cristián Torres et Piedad Vial
- Reporter : Marcelo Arismendi
- Centre de documentation : Chilevisión